# Jinzhou (Dalian)
Jinzhou léase Chin-Zhóu (en chino, 金州区; pinyin, Jīnzhōu qū; literalmente, ‘prefectura oro’) es un distrito urbano bajo la administración directa  de la  subprovincia de Dalian. Se ubica a unos 20 kilómetros al noreste del centro de la ciudad, en las costas del Mar de Bohai en la provincia de Liaoning, República Popular China. Su área es de 1928 km² y su población para 2010 superó los 700 mil habitantes.

## Administración
Jinzhou se divide en 18 pueblos que se administran en 7 subdistritos y 11 villas.
Subdistritos:
Guāngmíng, xiānjìn, yǒuyì, yōng zhèng, zhàn qián, xiàng yīng y zhōng cháng .
Villas:
Dà li jiā, dà wèi jiā, déshèng, dēng shāhé, èrshí lǐ bǎo, huá jiā tún, liàng jiǎ diàn, sānshí lǐ bǎo, shíhé y xìng shù tún

## Historia
Antes que Rusia se tomara a Port Arthur y estableciera a Dalian como puerto comercial en 1898, Jinzhóu fue el centro de esta región, una próspera ciudad amurallada, a la que funcionarios del gobierno central fueron enviados a gobernar esta región directamente. En 1950 Jinzhou pasó a formar parte de la ciudad de Lüda que más tarde se rebautizó como Dalián,hoy en día el distrito es un lugar próspero en medio de la Zona de desarrollo de Dalian.

## Dahei
Dahéi (大黑山) con sus 666 m es el monte más alto de las montañas Qian, una parte de una cordillera más grande llamada Changbai (长白山地),el cual su punto más alto es el Monte Paektu.

## Clima
Debido a su posición geográfica,los patrones climáticos en la siguiente tabla son los mismos de Dalián.  
| Parámetros climáticos promedio de Jinzhou (1971–2000) | Parámetros climáticos promedio de Jinzhou (1971–2000) | Parámetros climáticos promedio de Jinzhou (1971–2000) | Parámetros climáticos promedio de Jinzhou (1971–2000) | Parámetros climáticos promedio de Jinzhou (1971–2000) | Parámetros climáticos promedio de Jinzhou (1971–2000) | Parámetros climáticos promedio de Jinzhou (1971–2000) | Parámetros climáticos promedio de Jinzhou (1971–2000) | Parámetros climáticos promedio de Jinzhou (1971–2000) | Parámetros climáticos promedio de Jinzhou (1971–2000) | Parámetros climáticos promedio de Jinzhou (1971–2000) | Parámetros climáticos promedio de Jinzhou (1971–2000) | Parámetros climáticos promedio de Jinzhou (1971–2000) | Parámetros climáticos promedio de Jinzhou (1971–2000) |
| Mes                                                   | Ene.                                                  | Feb.                                                  | Mar.                                                  | Abr.                                                  | May.                                                  | Jun.                                                  | Jul.                                                  | Ago.                                                  | Sep.                                                  | Oct.                                                  | Nov.                                                  | Dic.                                                  | Anual                                                 |
| ----------------------------------------------------- | ----------------------------------------------------- | ----------------------------------------------------- | ----------------------------------------------------- | ----------------------------------------------------- | ----------------------------------------------------- | ----------------------------------------------------- | ----------------------------------------------------- | ----------------------------------------------------- | ----------------------------------------------------- | ----------------------------------------------------- | ----------------------------------------------------- | ----------------------------------------------------- | ----------------------------------------------------- |
| Temp. máx. media (°C)                                 | −0.4                                                  | 1.4                                                   | 7.2                                                   | 14.6                                                  | 20.2                                                  | 24.2                                                  | 26.6                                                  | 27.3                                                  | 23.9                                                  | 17.5                                                  | 9.7                                                   | 3.1                                                   | 14.6                                                  |
| Temp. mín. media (°C)                                 | −6.8                                                  | −5.0                                                  | 0.2                                                   | 6.6                                                   | 12.2                                                  | 17.2                                                  | 21.0                                                  | 21.6                                                  | 17.4                                                  | 10.6                                                  | 2.8                                                   | −3.5                                                  | 7.9                                                   |
| Precipitación total (mm)                              | 8.9                                                   | 5.8                                                   | 12.1                                                  | 24.7                                                  | 47.0                                                  | 83.2                                                  | 140.1                                                 | 155.4                                                 | 65.1                                                  | 29.0                                                  | 20.0                                                  | 10.6                                                  | 601.9                                                 |
| Días de precipitaciones (≥ 0.1 mm)                    | 3.3                                                   | 2.9                                                   | 3.7                                                   | 5.4                                                   | 7.0                                                   | 9.3                                                   | 11.8                                                  | 9.2                                                   | 6.0                                                   | 5.2                                                   | 5.3                                                   | 3.4                                                   | 72.5                                                  |
| Horas de sol                                          | 198.0                                                 | 200.2                                                 | 238.8                                                 | 256.9                                                 | 277.6                                                 | 254.7                                                 | 220.7                                                 | 240.8                                                 | 251.5                                                 | 234.6                                                 | 182.1                                                 | 183.9                                                 | 2739.8                                                |
| Humedad relativa (%)                                  | 56                                                    | 56                                                    | 55                                                    | 56                                                    | 61                                                    | 73                                                    | 84                                                    | 81                                                    | 69                                                    | 62                                                    | 60                                                    | 58                                                    | 64.3                                                  |
| Fuente: China Meteorological Administration           |                                                       |                                                       |                                                       |                                                       |                                                       |                                                       |                                                       |                                                       |                                                       |                                                       |                                                       |                                                       |                                                       |